# Anuncotendipes australotropicus
Anuncotendipes australotropicus är en tvåvingeart som beskrevs av Peter Scott Cranston 1999. Anuncotendipes australotropicus ingår i släktet Anuncotendipes och familjen fjädermyggor. Inga underarter finns listade i Catalogue of Life.